# Communauté d’agglomération Saumur Loire Développement
Die Communauté d’agglomération Saumur Loire Développement ist ein ehemaliger französischer Gemeindeverband mit der Rechtsform einer Communauté d’agglomération im Département Maine-et-Loire in der Region Pays de la Loire. Sie wurde am 31. Dezember 2000 gegründet und umfasste 32 Gemeinden, der Verwaltungssitz befand sich in der Stadt Saumur.

## Historische Entwicklung
Mit Wirkung vom 1. Januar 2017 fusionierte der Gemeindeverband mit
- Communauté de communes de la Région de Doué-la-Fontaine,
- Communauté de communes du Gennois sowie
- Communauté de communes Loire-Longué

unter gleichzeitiger Bildung der Commune nouvelle Doué-en-Anjou. Dadurch entstand die Nachfolgeorganisation Communauté d’agglomération Saumur Val de Loire.

## Ehemalige Mitgliedsgemeinden
1. Allonnes
2. Antoigné
3. Artannes-sur-Thouet
4. Brain-sur-Allonnes
5. La Breille-les-Pins
6. Brézé
7. Brossay
8. Chacé
9. Cizay-la-Madeleine
10. Le Coudray-Macouard
11. Courchamps
12. Distré
13. Épieds
14. Fontevraud-l’Abbaye
15. Montreuil-Bellay
16. Montsoreau
17. Neuillé
18. Parnay
19. Le Puy-Notre-Dame
20. Rou-Marson
21. Saint-Cyr-en-Bourg
22. Saint-Just-sur-Dive
23. Saint-Macaire-du-Bois
24. Saumur
25. Souzay-Champigny
26. Turquant
27. Varennes-sur-Loire
28. Varrains
29. Vaudelnay
30. Verrie
31. Villebernier
32. Vivy